# Tjiren
Tjiren (bulgariska: Чирен) är ett distrikt i Bulgarien.   Det ligger i kommunen Obsjtina Vratsa och regionen Vratsa, i den nordvästra delen av landet, 70 km norr om huvudstaden Sofia. Antalet invånare är 812.
Omgivningarna runt Tjiren är en mosaik av jordbruksmark och naturlig växtlighet. Runt Tjiren är det ganska tätbefolkat, med 108 invånare per kvadratkilometer.